# Cataglyphis niger
Cataglyphis niger är en myrart som först beskrevs av Andre 1881.  Cataglyphis niger ingår i släktet Cataglyphis och familjen myror. Inga underarter finns listade.